# Konservator
En konservator (fra latin: conservare -- at bevare) er en person, der arbejder med bevaring og restaurering af kulturgenstande eller med præparering og udstilling af biologiske præparater. 
Konservatorer er ofte tilknyttet museer, magasiner, biblioteker og samlinger, man kan også drive selvstændig virksomhed for f.eks. private. 
Konservatoren arbejdet konserveringsfagligt og videnskabeligt og må ikke ændre på det, han eller hun arbejder med. Derfor er disciplinerne delt ind i aktiv og præventiv konservering, hvor man i første tilfælde konserverer noget, der er ved at gå tabt, og i sidste instans griber ind for at forhindre forfaldet.
Håndværksmæssig snilde er afgørende, ligesom man skal have en kunstfaglig forståelse. Feltet har i de senere år i takt med, at teknologien har gjort nye værktøjer tilgængelige, været inde i en rivende udvikling. Meget er blevet muligt indenfor de sidste 30 år, blandt andet kan skanninger og prøver afgøre ting på mikroniveau, som man tidligere var nødt til at se med det blotte øje. Feltet arbejder i tæt samspil med naturvidenskaben.,
Konservatorer i Danmark uddannes på  Konservatorskolen ved Kunstakademiet, der er internationalt anerkendt. Skolen udbyder fire specialer grafik, kulturhistorie: kunst; og naturhistorie. Efter færdiggjort bachelor kan læses en kandidat, den akademiske titel for dette er cand.scient.cons.. Efter kandidaten er der mulighed for ph.d.. 
Der tales nu og her om fire specialer: grafik, kulturhistorie: kunst; og naturhistorie. Feltet kan nok rettelig deles op i endnu flere. 